# Jared Cohn
Jared Michael Cohn (aussi connu comme Jared Michaels) est un réalisateur, scénariste et acteur américain. Il a réalisé des films tels que Buddy Hutchins (en), Atlantic Rim et Born Bad, entre autres, et a réalisé plusieurs films pour The Asylum,,,.

## Biographie
Jared Cohn est né à New York, et diplômé du New York Institute of Technology avec un baccalauréat en beaux-arts en arts de la communication. Sa dominante était la production cinématographique et la postproduction. Il est photographe, éditeur et utilisateur d’Adobe After Effects, ainsi que ceinture noire de karaté Shaolin Kempo, joueur de paintball professionnel et plongeur certifié. Lui et son œuvre ont fait l’objet d’une couverture médiatique. Il vit actuellement à Los Angeles, en Californie.
En 2011, Cohn a écrit et réalisé le succès numéro un de l’été de Lifetime Channel, Born Bad, un thriller psychologique mettant en vedette Meredith Monroe (Dawson, Esprits criminels) et Michael Welch (la saga Twilight). En 2012, il a créé son premier film de cinéma, Hold Your Breath, qu’il a réalisé. La même année, il écrit et réalise Bikini Spring Break, avec Robert Carradine (Revenge of the Nerds) et le film d'horreur 12/12/12.
En 2013, Cohn a réalisé From the Sea (sorti sous le titre Atlantic Rim), avec Graham Greene (Danse avec les loups, Defiance) et David Chokachi (Witchblade, Alerte à Malibu). Il a également écrit et réalisé le drame de femmes en prison Jailbait, et a eu un rôle vedette dans le film d'horreur indépendant, Feed the Devil qui a été tourné en 35 mm.

## Filmographie

### Acteur
- 2004 : Journal d'une affaire (1 épisode): Andrew
- 2005 : La Légion des morts (Legion of the Dead) : Petrie
- 2005 : Alien Abduction : soldat Smalls
- 2005 : La Voie du vampire (Way of the Vampire) : Roman
- 2006 : Halloween Night (série télévisée) : Daryll (sous le nom de Jared Michaels)
- 2006 : Sea Me : Shawn (sous le nom de Jared Michaels)
- 2007 : Blood Predator : Zak
- 2007 : The Third Summer : Bags
- 2008 : Teary Sockets (série télévisée) : Bobby Tear
- 2008 : Plaguers (en) : Riley (sous le nom de Jared Michaels)
- 2008 : Real Fear : Johnathan (Jared Michaels)
- 2008 : Tyler's Ride (5 épisodes) : Vinnie (Jared Michaels)
- 2009 : The Carpenter: Part 1 - And So They Die : Ted (Jared Michaels)
- 2009 : La légende l’a (Legend Has It) : Ollie (Jared Michaels)
- 2009 : Meaner Than Hell : Jakob 'Picaro Gonnoff' Baumberger (sous le nom de Jared Michaels)
- 2010 : Revenants : Danny (sous le nom de Jared Michaels)
- 2011 : Born Bad : Jaret
- 2011 : Underground Lizard People : Chip
- 2011 : Incident at Barstow : Griff (sous le nom de Jared Michaels)
- 2012 : 12/12/12 : Jared
- 2012 : More Horror in Hollywood (1 épisode) dans son propre rôle
- 2013 : 13/13/13 : Alex[7]
- 2013 : Asabiyyah: Une nouvelle cohésion sociale : Star
- 2013 : Atlantic Rim : Spitfire[8]
- 2013 : EOTM Awards dans son propre rôle
- 2014 : The Coed and the Zombie Stoner : Stoned Zombie
- 2014 : P-51 Dragon Fighter : lieutenant Gilman
- 2014 : Feed the Devil : Marcus[9]
- 2015 : Pernicious : Shane[10]
- 2015 : Hulk Blood Tapes dans son propre rôle
- 2015 : Wish for a Dream (Wishing for a Dream) : Louis Digman
- 2015 : Minutes to Midnight : Richie

### Réalisateur
- 2009 : The Carpenter: Part 1 – And So They Die (sous le nom de Jared Michaels)
- 2011 : Born Bad
- 2011 : Underground Lizard People
- 2012 : Bikini Spring Break
- 2012 : Hold Your Breath[11]
- 2012 : 12/12/12
- 2013 : Atlantic Rim[8]
- 2014 : Jailbait
- 2015 : Bound[12],[13],[14]
- 2015 : Buddy Hutchins[15],[16]
- 2015 : Hulk Blood Tapes
- 2015 : School's Out
- 2016 : Little Dead Rotting Hood
- 2016 : Souhaitant un rêve
- 2016 : La Horde[5],[17]
- 2017 : Halloween Pussy Trap Kill ! Kill !
- 2019 : La vengeance du diable
- 2020 : Street Survivors : The True Story of the Lynyrd Skynyrd Plane Crash
- 2020 : Fast and Fierce: Death Race
- 2020 : Shark Season
- 2021 : Deadlock
- 2022 : Vendetta
- 2022 : 20.0 Megaquake

### Scénariste
- 2009 : The Carpenter: Part 1 – And So They Die (sous le nom de Jared Michaels)
- 2011 : Born Bad
- 2012 : Bikini Spring Break
- 2014 : Jailbait
- 2020 : Street Survivors: L'histoire vraie de l'accident d'avion de Lynyrd Skynyrd

### Producteur
- 2009 : Legend Has It (sous le nom de Jared Michaels)
- 2010 : Revenants (sous le nom de Jared Michaels)
- 2012 : La Nuit des morts
- 2015 : Hulk Blood Tapes

## Distribution
Les films de Cohn sont généralement diffusés directement en vidéo, via des points de vente tels que Redbox, les chaînes câblées de base ou les supermarchés.